# Ettore Roesler Franz
Ettore Roesler Franz (11 de maio de 1845 - 26 de março de 1907) foi um pintor e fotógrafo italiano de origem alemã.
Roesler Franz nasceu em Roma. Era especialista na técnica de aquarela. Seu trabalho mais famoso é uma série de 120 aquarelas chamada Roma sparita ("Roma desaparecida"), onde ele retratou com grande realismo partes da cidade que ele supunha que seriam destruídas no esforço de modernização. Muitas dessas aquarelas estão hoje no Museu de Roma em Trastevere.
Em 1902, ele foi retratado por Giacomo Balla numa famosa pintura exibida na Bienal de Veneza. Ele morreu em Roma em 1907.

## Principais obras

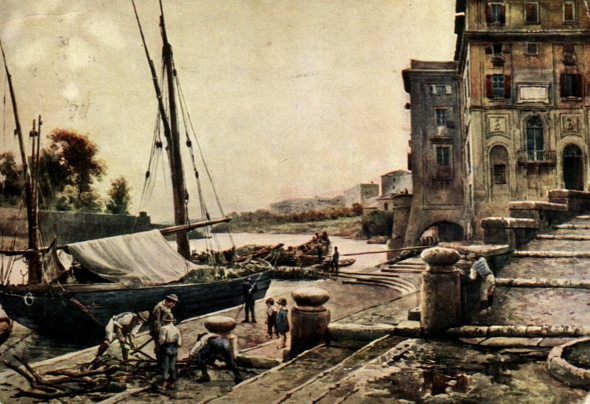
O Porto di Ripetta
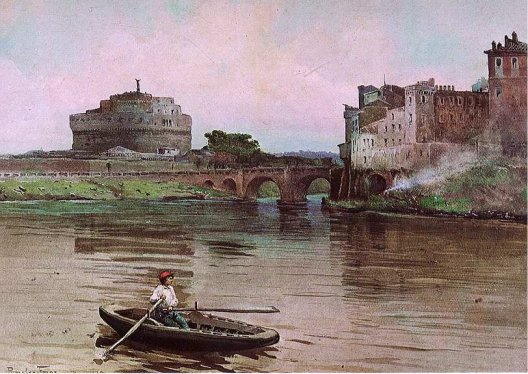
Tibre no Castelo de Santo Ângelo
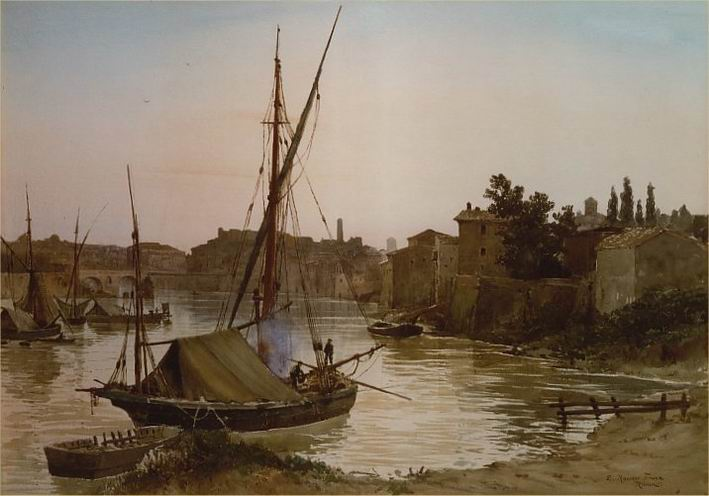
O Porto di Ripa Grande
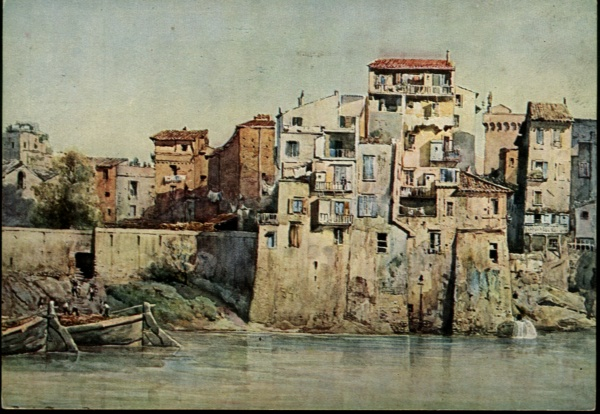
Tibre em Monte Brianzo
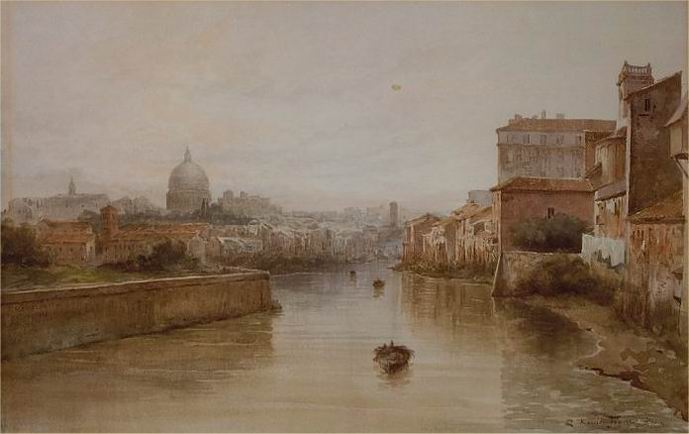
Tibre na Ponte Sisto
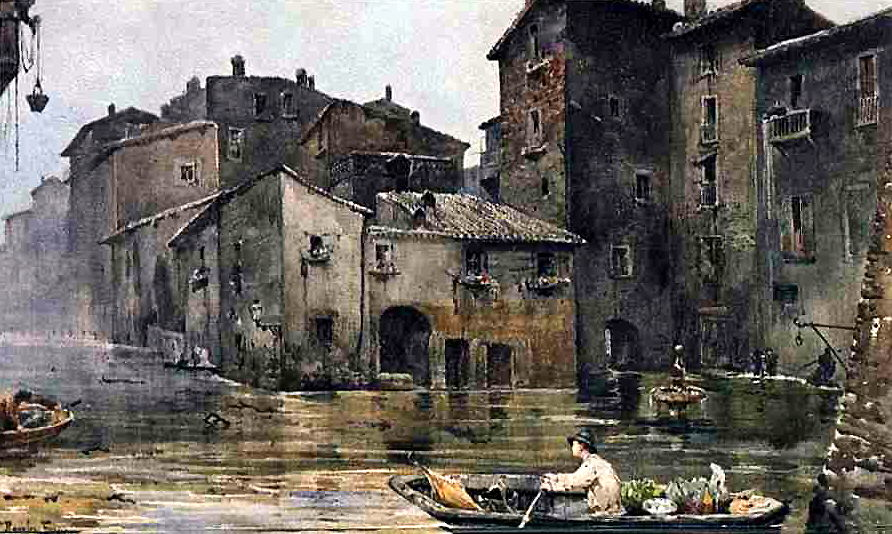
Via della Fiumara alagada, no Gueto
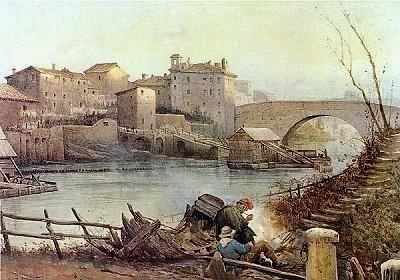
A ilha Tiberina e a Ponte Cestio
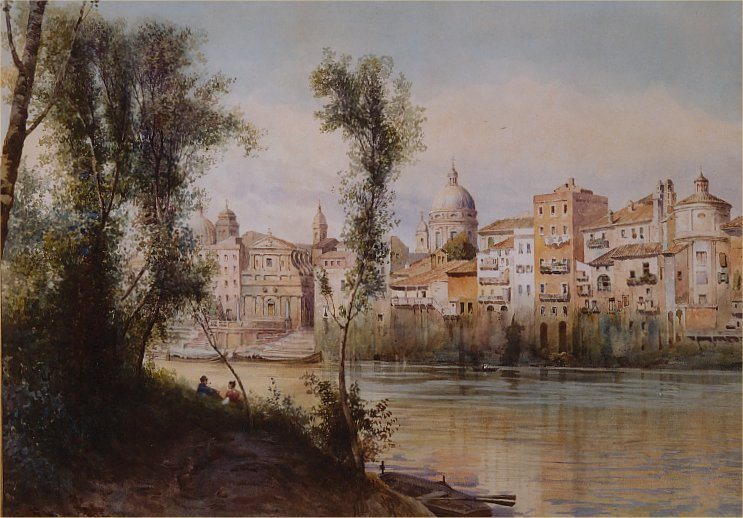
O Porto di Ripetta e Monte Brianzo
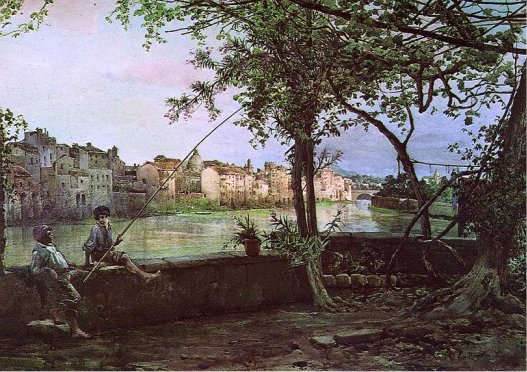
O Tibre dos jardins da Vila Farnesina
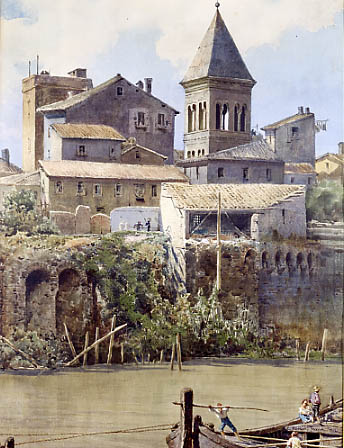
Tibre em San Crisogono
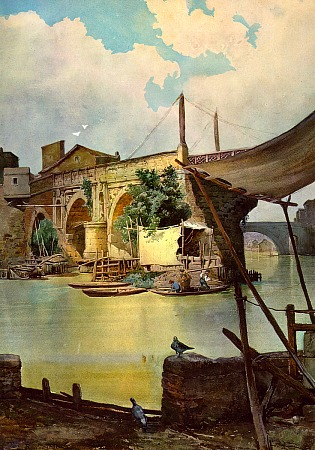
Ponte Rotto
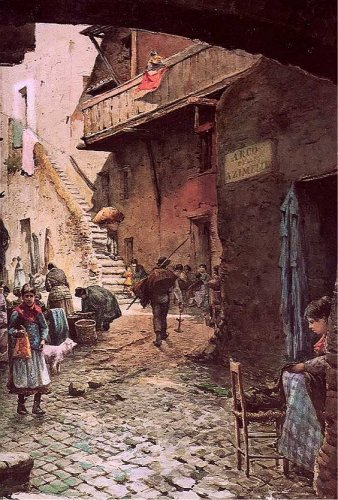
Gueto de Roma